# August Stock

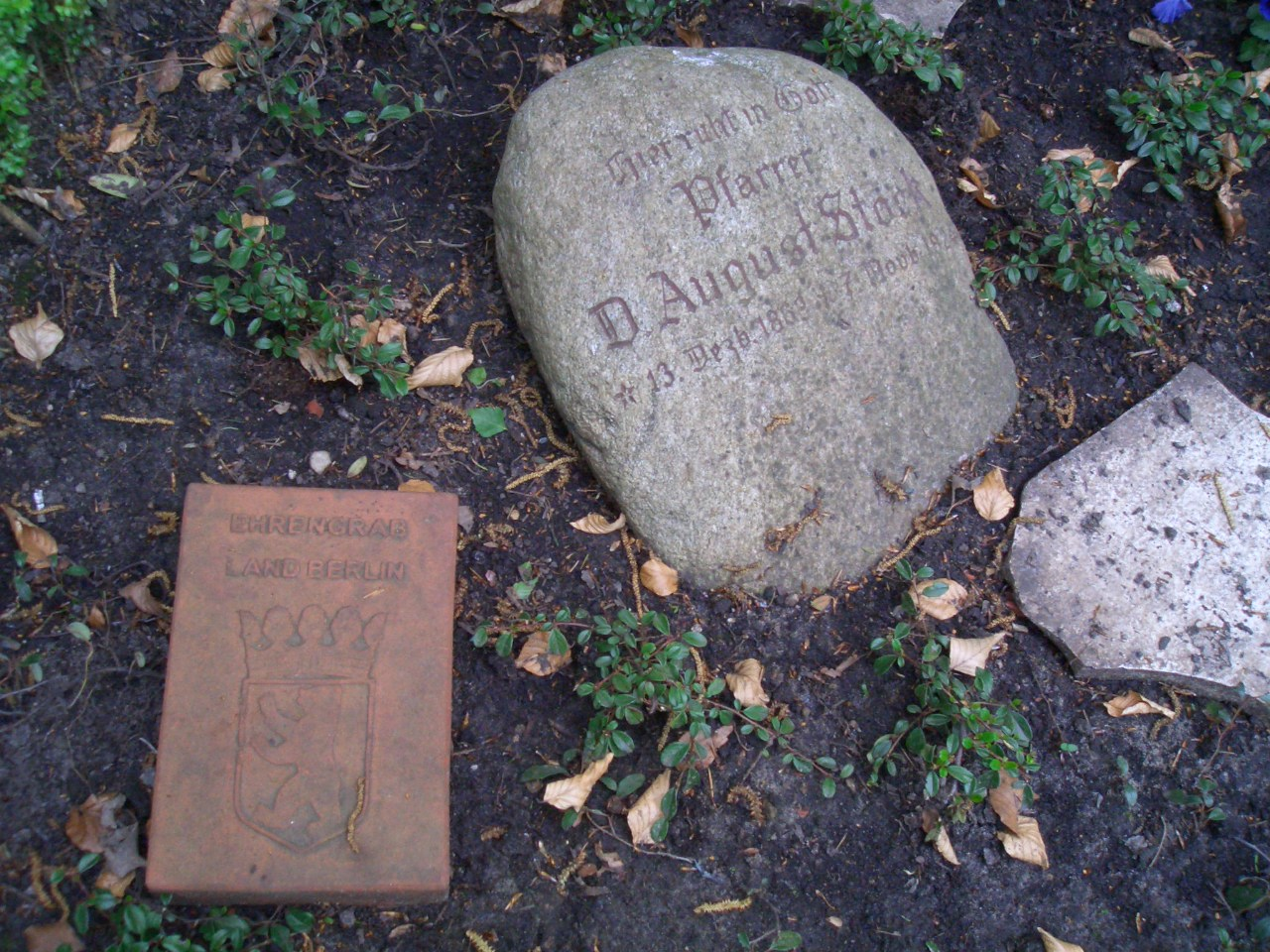
Ehrengrab August Stocks auf dem Parkfriedhof Berlin-Lichterfelde

Julius August Stock (* 13. Dezember 1863 in Zadelow bei Stargard; † 7. November 1924 in Berlin) war ein deutscher lutherischer Theologe.  Er war von 1896 bis 1910 Pastor an der Katharinenkirche in Braunschweig und von 1910 bis zu seinem Tod Pastor an der Pauluskirche in Berlin-Lichterfelde.

## Leben
August Stock wurde 1863 als Sohn des Bäckermeisters August Friedrich Stock und dessen Ehefrau Auguste, geb. Bogenschneider, in der preußischen Provinz Pommern geboren. Er besuchte von 1875 bis 1882 das Gymnasium in Stargard und studierte von 1882 bis 1883 in Leipzig Theologie. Er setzte sein Studium zwischen 1883 und 1885 an der Universität Greifswald fort, wo er durch Hermann Cremer geprägt wurde. Von 1885 bis 1887 arbeitete er als Hauslehrer. Er schloss 1887 die erste theologische Prüfung und im Folgejahr die zweite theologische Prüfung ab. Es folgte eine Tätigkeit als Hilfsprediger. Nach seiner Ordination am 24. Februar 1889 in der Schlosskirche zu Stettin nahm Stock eine Pfarrstelle in Baben im Kreis Stendal an. Von 1893 bis 1896 war er Prediger an der St. Johanniskirche in Groß Salze.
Stock wurde als Nachfolger des 1895 verstorbenen Pastors August Skerl an die Katharinenkirche in Braunschweig gewählt und dort am 17. Mai 1896 als Zweiter Prediger eingeführt. Dort entfaltete er eine „reiche und für die Gemeinde wegweisende Tätigkeit.“ Im Sinne des Gemeindeaufbaugedankens des Dresdner Pfarrers Emil Sulze rief er das erste größere, ausschließlich durch Spenden finanzierte evangelische Gemeindehaus mit Schwesternhaus und Kinderkrippe ins Leben. Zum Einwerben von Spenden richtete Stock Vortragsabende ein, auf denen bedeutende deutsche Schriftsteller Vorlesungen hielten, darunter Detlev von Liliencron, Ludwig Ganghofer und Hermann Hesse. Stock nutzte dabei seine Bekanntschaft mit Wilhelm Raabe, mit dem er in der geselligen Vereinigung der Kleiderseller zusammentraf, und führte die vortragenden Gäste mit dem Dichter zusammen. Im Jahr 1910 gründete er in Braunschweig die Konferenz für evangelische Gemeindearbeit, später umbenannt in Deutscher Evangelischer Gemeindetag, deren Ziel darin bestand, durch Entwicklung des kirchlichen Verantwortungsbewusstseins zur Verlebendigung der evangelischen Gemeinden in Deutschland beizutragen. Stock war in den Folgejahren Vorsitzender der Gemeindetage in Dresden (1913), Hannover (1914), Leipzig (1920), Steglitz (1921) und Essen (1922).
Im Jahr 1910 wechselte Stock als Erster Pfarrer an die Pauluskirche in Berlin-Lichterfelde. Dort wirkte er als Nachfolger des nach Magdeburg berufenen Generalsuperintendenten Max Stolte.
August Stock starb im November 1924 im Alter von 60 Jahren in Berlin. Er war seit 1889 verheiratet mit Margarete, geb. Tabbert. Aus der Ehe stammen die Kinder Margarete († 1970), Hans († 1945) und Helmut († 1946). August Stocks jüngerer Bruder Otto (1867–1903) war Hochschullehrer für Philosophie an der Universität Greifswald.

## Ehrungen
August Stock wurde am 20. April 1914 von der Universität Gießen als „Begründer und Organisator der Konferenz für evangelische Gemeindearbeit“ zum theologischen Ehrendoktor ernannt. Er wurde am 11. November 1924 in einem Ehrengrab auf dem Parkfriedhof Lichterfelde beigesetzt. In Berlin-Lichterfelde wurde am 23. Januar 1931 die Neue Dorfstraße in Stockweg umbenannt.

## Schriften (Auswahl)
- Einige Federstriche zum Charakterbilde Wilhelm Raabes. Zu Wilhelm Raabes 80. Geburtstag am 8. September 1911. In: Monatsblätter für den gesamten deutschen Protestantismus. Leipzig 1911.
- Männerabende. Leipzig 1912.
- Aus ewigen Brunnen : Worte des Lebens für unsere lieben Soldaten. Berlin-Lichterfelde 1915.
- Du und Deine Seele : Konfirmationsrede gehalten in der Pauluskirche zu Berlin-Lichterfelde am 19. März 1922. 1922.